# Okręg wyborczy województwo elbląskie do Senatu Rzeczypospolitej Polskiej
Okręg wyborczy województwo elbląskie do Senatu Rzeczypospolitej Polskiej obejmował w latach 1989–2001 obszar województwa elbląskiego. Wybierano w nim 2 senatorów, przy czym w latach 1989–1991 obowiązywała zasada większości bezwzględnej, zaś w latach 1991–2001 większości względnej.
Powstał w 1989 wraz z przywróceniem instytucji Senatu. Zniesiony został w 2001, na jego obszarze utworzono nowe okręgi nr 24 i 33.
Siedzibą okręgowej komisji wyborczej był Elbląg.

## Reprezentanci okręgu
| Rok  | Senator komitet wyborczy                         | Senator komitet wyborczy                     | Senator komitet wyborczy                 | Senator komitet wyborczy                     |
| ---- | ------------------------------------------------ | -------------------------------------------- | ---------------------------------------- | -------------------------------------------- |
| 1989 |                                                  | Jarosław Kaczyński                           |                                          | Antoni Borowski                              |
| 1991 |                                                  | Zbigniew Błaszczak Unia Demokratyczna        |                                          | Józef Kuczyński Sojusz Lewicy Demokratycznej |
| 1993 |                                                  | Romuald Jankowski Polskie Stronnictwo Ludowe |                                          | Józef Kuczyński Sojusz Lewicy Demokratycznej |
| 1994 | Stanisław Kochanowski Polskie Stronnictwo Ludowe |                                              |                                          | Józef Kuczyński Sojusz Lewicy Demokratycznej |
| 1997 |                                                  | Tadeusz Kopacz Akcja Wyborcza Solidarność    |                                          | Józef Kuczyński Sojusz Lewicy Demokratycznej |
| 2001 | okręg zniesiony, patrz okręgi nr 24 i 33         | okręg zniesiony, patrz okręgi nr 24 i 33     | okręg zniesiony, patrz okręgi nr 24 i 33 | okręg zniesiony, patrz okręgi nr 24 i 33     |

## Wyniki wyborów
Symbolem „●” oznaczono senatorów ubiegających się o reelekcję.

### Wybory parlamentarne 1989
| Kandydat                                                          | Głosów | %     |
| ----------------------------------------------------------------- | ------ | ----- |
| Jarosław Kaczyński                                                | 92 595 | 57,98 |
| Antoni Borowski                                                   | 92 496 | 57,92 |
| Karol Wojciechowski                                               | 22 048 | 13,81 |
| Czesław Badyda                                                    | 17 467 | 10,94 |
| Helena Możejko                                                    | 16 045 | 10,05 |
| Bohdan Kosowski                                                   | 10 126 | 6,34  |
| Bogdan Zarzycki                                                   | 8298   | 5,20  |
| Kazimierz Murawski                                                | 7932   | 4,97  |
| Franciszek Ciemny                                                 | 3294   | 4,88  |
| Józef Topór                                                       | 3623   | 2,27  |
| Ryszard Mówiński                                                  | 3615   | 2,26  |
| Tadeusz Gleń                                                      | 3294   | 2,06  |
| Jan Sosnowski                                                     | 3169   | 1,98  |
| Liczba głosów ważnych: 159 690 Źródło: Państwowa Komisja Wyborcza |        |       |

### Wybory parlamentarne 1991
| Kandydat                                              | Kandydat            | Komitet wyborczy                             | Głosów |
| ----------------------------------------------------- | ------------------- | -------------------------------------------- | ------ |
|                                                       | Zbigniew Błaszczak  | Unia Demokratyczna                           | 22 997 |
|                                                       | Józef Kuczyński     | Sojusz Lewicy Demokratycznej                 | 21 403 |
|                                                       | Sławomir Malinowski | „Bezpartyjni Niezależni”                     | 20 536 |
|                                                       | Jerzy Kosacz        | Porozumienie Obywatelskie Centrum            | 20 276 |
|                                                       | Dariusz Waldziński  | Porozumienie Obywatelskie Centrum            | 19 044 |
|                                                       | Jerzy Müller        | Solidarność Pracy                            | 18 729 |
|                                                       | Wiesław Szmigiel    | Polskie Stronnictwo Ludowe Sojusz Programowy | 18 336 |
|                                                       | Stanisław Grabianka | Wyborcza Akcja Katolicka                     | 18 205 |
|                                                       | Krzysztof Luks      | Unia Demokratyczna                           | 16 869 |
|                                                       | Krystyna Rynkiewicz | „Bezpartyjni Niezależni”                     | 16 147 |
|                                                       | Kryspin Miłkowski   | Polskie Stronnictwo Ludowe Sojusz Programowy | 15 100 |
|                                                       | Henryk Napieralski  | Kongres Liberalno-Demokratyczny              | 11 579 |
|                                                       | Bogusław Stolarski  | Kongres Liberalno-Demokratyczny              | 11 448 |
| Frekwencja: 39,35% Źródło: Państwowa Komisja Wyborcza |                     |                                              |        |

### Wybory parlamentarne 1993
| Kandydat                                              | Kandydat            | Komitet wyborczy                                     | Głosów |
| ----------------------------------------------------- | ------------------- | ---------------------------------------------------- | ------ |
|                                                       | Józef Kuczyński●    | Sojusz Lewicy Demokratycznej                         | 47 653 |
|                                                       | Romuald Jankowski   | Polskie Stronnictwo Ludowe                           | 38 024 |
|                                                       | Wacław Bielecki     | Niezależny Samorządny Związek Zawodowy „Solidarność” | 30 448 |
|                                                       | Sławomir Malinowski | KW „Bezpartyjni Niezależni”                          | 25 276 |
|                                                       | Grzegorz Hejber     | Niezależny KW (woj. elbląskiego)                     | 23 176 |
|                                                       | Zbigniew Błaszczak● | Unia Demokratyczna                                   | 22 605 |
|                                                       | Jerzy Godzik        | Kongres Liberalno-Demokratyczny                      | 21 256 |
|                                                       | Edward Bułhak       | Konfederacja Polski Niepodległej                     | 20 254 |
|                                                       | Marian Wróblewski   | Bezpartyjny Blok Wspierania Reform                   | 17 691 |
|                                                       | Iwona Gniado        | KW „Bezpartyjni”                                     | 17 057 |
|                                                       | Henryk Rudak        | Stronnictwo Demokratyczne                            | 9480   |
|                                                       | Waldemar Bujko      | Konwencja Polska                                     | 7971   |
| Frekwencja: 48,86% Źródło: Państwowa Komisja Wyborcza |                     |                                                      |        |

### Wybory uzupełniające 1994
Głosowanie odbyło się z powodu śmierci Romualda Jankowskiego.
| Kandydat                                              | Kandydat               | Komitet wyborczy                                     | Głosów |
| ----------------------------------------------------- | ---------------------- | ---------------------------------------------------- | ------ |
|                                                       | Stanisław Kochanowski  | Polskie Stronnictwo Ludowe                           | 24 337 |
|                                                       | Edmund Krasowski       | KW Edmunda Krasowskiego                              | 22 487 |
|                                                       | Wacław Bielecki        | Niezależny Samorządny Związek Zawodowy „Solidarność” | 11 247 |
|                                                       | Andrzej Nowosielski    | KW Ziemia Elbląska                                   | 9476   |
|                                                       | Sylwester Kalinowski   | KW Sylwestra Kalinowskiego                           | 8950   |
|                                                       | Janina Krukowska       | KW na rzecz Janiny Krukowskiej                       | 8916   |
|                                                       | Krzysztof Niedźwiedzki | Unia Pracy                                           | 8434   |
|                                                       | Krzysztof Wójcik       | Konfederacja Polski Niepodległej                     | 6211   |
| Frekwencja: 31,66% Źródło: Państwowa Komisja Wyborcza |                        |                                                      |        |

### Wybory parlamentarne 1997
| Kandydat                                              | Kandydat               | Komitet wyborczy                                    | Głosów |
| ----------------------------------------------------- | ---------------------- | --------------------------------------------------- | ------ |
|                                                       | Tadeusz Kopacz         | Akcja Wyborcza Solidarność                          | 50 339 |
|                                                       | Józef Kuczyński●       | Sojusz Lewicy Demokratycznej                        | 43 023 |
|                                                       | Andrzej Kempiński      | Sojusz Lewicy Demokratycznej                        | 40 205 |
|                                                       | Marian Cegielski       | Unia Wolności                                       | 30 792 |
|                                                       | Edmund Brzozowski      | Ruch Odbudowy Polski                                | 26 157 |
|                                                       | Stanisław Kochanowski● | Polskie Stronnictwo Ludowe                          | 23 052 |
|                                                       | Czesław Mikos          | Krajowe Porozumienie Emerytów i Rencistów           | 16 634 |
|                                                       | Artur Zaremba          | Unia Prawicy Rzeczypospolitej                       | 9730   |
|                                                       | Andrzej Śnieg          | Okręgowy Związek Hodowców Zarodowej Trzody Chlewnej | 7989   |
| Frekwencja: 40,96% Źródło: Państwowa Komisja Wyborcza |                        |                                                     |        |